# Mei liabste Weis

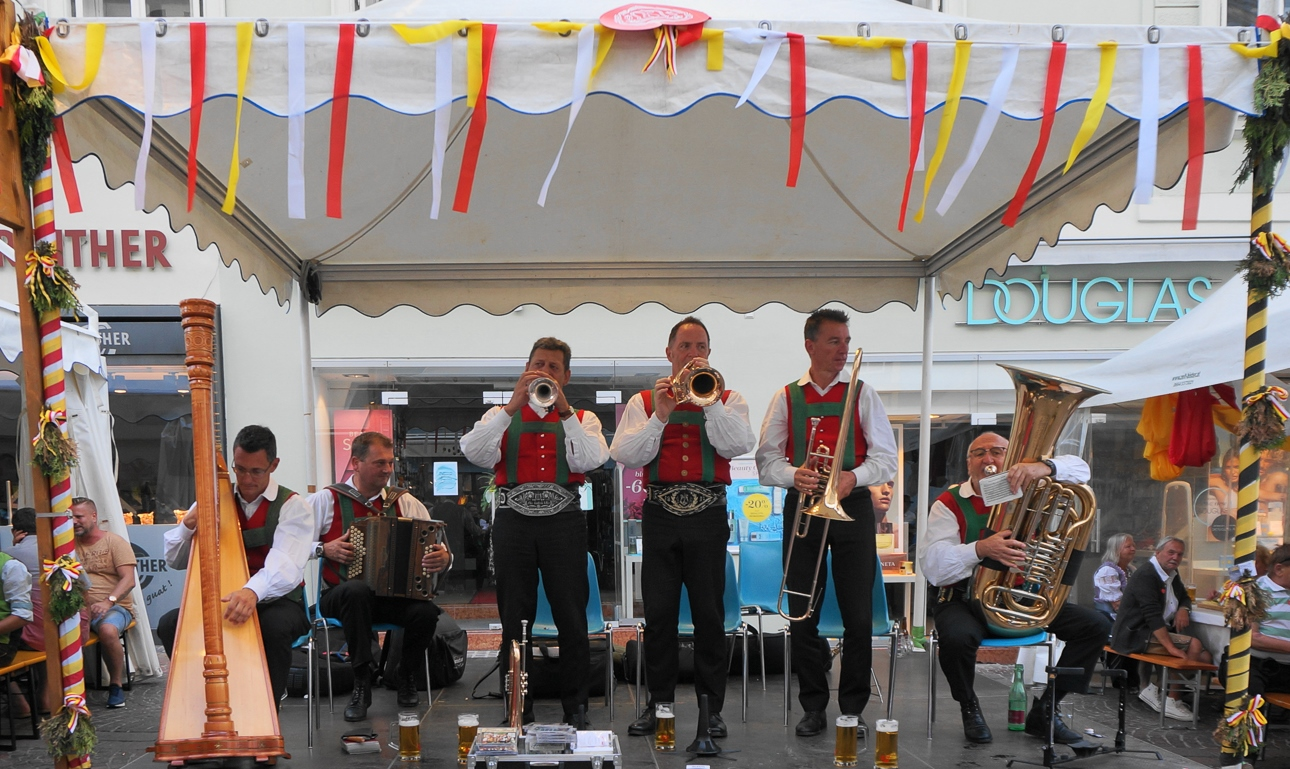
Die Innbrüggler mit ORF-Moderator Franz Posch (dritter von links) in der Sendung Mei liabste Weis beim Villacher Kirchtag, Kärnten, Österreich (2019)

Mei liabste Weis (Tiroler Mundart für Mein liebstes Lied) ist eine Volksmusik-Fernsehsendung des ORF-Landesstudios Tirol, die seit dem 30. Jänner 1988 auf ORF 2 ausgestrahlt wird. Präsentator der Sendung ist Franz Posch, Regie führt Heinz Fechner. Aufnahmeleiter Peter Kostner spielt in der „Mei liabste Weis-Partie“ Harfe. Früher lief die Sendung einstündig am Samstagnachmittag, später 90-minütig im Hauptabendprogramm. 

## Konzept
Traditionsreiche, bodenständige Wirtshäuser in Österreich und den Nachbarländern bieten die Kulisse für Franz Posch und seine Gäste. Erklärtes Ziel der ORF-Produktion des Landesstudios Tirol sind "Pflege und authentische Präsentation der heimischen Volksmusiktradition". Neben arrivierten Volksmusikerinnen und Volksmusikern bekommen auch junge Talente ihre Bühne. Jede „liabste Weis“ hat auch ihre „liabste Speis“, zubereitet von einem Koch oder einer Köchin aus der jeweiligen Region.
Die Zuseher können sich ihre „liabste Weis“ live wünschen, im Saal, per Telefon oder im Internet. Alle Titel werden live gesungen und musiziert.
Die Titelmelodie der Sendung ist der "Schnapsflaschl-Boarische" von Klaus Karl.

## Sendungen (Auszug)
Seit 1988 wurden mehr als 150 Sendungen produziert:
- 1. Sendung am 30. Jänner 1988 aus Absam in Tirol: Tiroler Kirchtagmusig[1]
- 100. Sendung am 8. Mai 2004 aus Pertisau am Achensee in Tirol: Tiroler Kirchtagmusig, Grenzlandchor Arnoldstein, Goiserer Klarinettenmusi[1]
- 5. Mai 2007 aus Strobl am Wolfgangsee (Sbg.): Irrsee Bläser, die Familie Laimer, die Tannwinkler Geigenmusik
- 24. November 2007 aus Hirschegg (Stmk.): Die Rougler, Almhütt'n Sänger, Quetschgeiger
- 23. Februar 2008 aus Obertrum (Sbg.): Die Rotofen Klarinettenmusi, Die Pongauer Geigenmusi, Thalpichler Dreigesang und Franz Posch und seine Innbrüggler
- 25. Juni 2011 aus Pöllauberg (Stmk.): Pöllauer Hirschbirn-Musi, Die Steirischen Aufgeiger, Familiengesang Pfeilstöcker und Franz Posch und Mei liabste Weis-Partie
- 15. Oktober 2016 aus Serfaus in Tirol: Jung und Frisch, Franz Posch und seine Innbrüggler, Rupert Stecher und Willi Thöni, Die Hungartler, Musikkapelle Serfaus